# Назини, Джузеппе Никола
Джузеппе Никола Назини (итал. Giuseppe Nicola Nasini; 25 января 1657, Кастель-дель-Пьяно, Тоскана — 3 июля 1736, Сиена) — итальянский живописец эпохи барокко флорентийской школы.

## Биография
Джузеппе Никола родился в Кастель-дель-Пьяно, провинция Гроссето, в Тоскане; его отцом был художник Франческо Назини. Джузеппе стал одним из тосканских учеников Великогерцогской академии искусств в Риме (Accademia Granducale delle Arti di Roma), которую финансировала семья Медичи. С 1673 по 1986 год академией руководил Чиро Ферри.
В Риме художника материально поддерживал Агостино Киджи. С 1679 по 1680 год Назини выполнил более двенадцати портретов членов семьи Киджи. 15 октября 1680 года его картины «Суд Соломона» и «Илия встречает ребёнка и вдову» были удостоены второй премии за рисунок в первом классе живописи на конкурсе Академии Святого Луки.
В 1685 году Назини вернулся в Сиену, с 1686 по 1688 год находился в Венеции, откуда переехал во Флоренцию. Во время правления Козимо III Медичи Назини и Джузеппе Тонелли получили заказ на фреску «Аллегория морали и добродетелей Медичи» для потолка галереи Уффици с видом на реку Арно. В 1691 году Назини завершил фрески для Гильдии Святого Луки (Compagnia di San Luса) в церкви Санта-Мария-дель-Кармине (Флоренция) и два плафона в Палаццо Медичи-Риккарди, изображающие «Юпитера, разбрасывающего молнии», и «Геркулеса и гигантов». Он также выполнил много других работ во Флоренции.
В 1720 году художник вернулся в Рим, где расписывал церковь Двенадцати Апостолов, Квиринальский дворец и неф базилики Святого Иоанна Латеранского.
В Сиене для Оспедале ди Санта-Мария-делла-Скала он вместе с сыном Аполлонио написал серию больших картин, изображающих сцены из жизни Девы Марии, в том числе «Рождение Девы Марии», «Введение в храм» и «Бегство в Египет». Также в Сиене в 1715 году Назини расписывал купол церкви Санта-Мария-ин-Провенцано, изобразив крещение святого мученика Ансана — аллегорию Сиены.
Также в Сиене он расписывал клуатр церкви Сан-Никколо-аль-Кармине, написал несколько фресок для Оратория Святой Троицы, среди которых «Коронование Девы Марии» и «Мадонна, увенчанная Троицей с ангелами, несущими орудия Страстей». Многие другие работы художника представлены во всех крупных церквях Сиены и окрестностей.
Джузеппе Никола Назини скончался в Сиене 3 июля 1736 года.

## Галерея

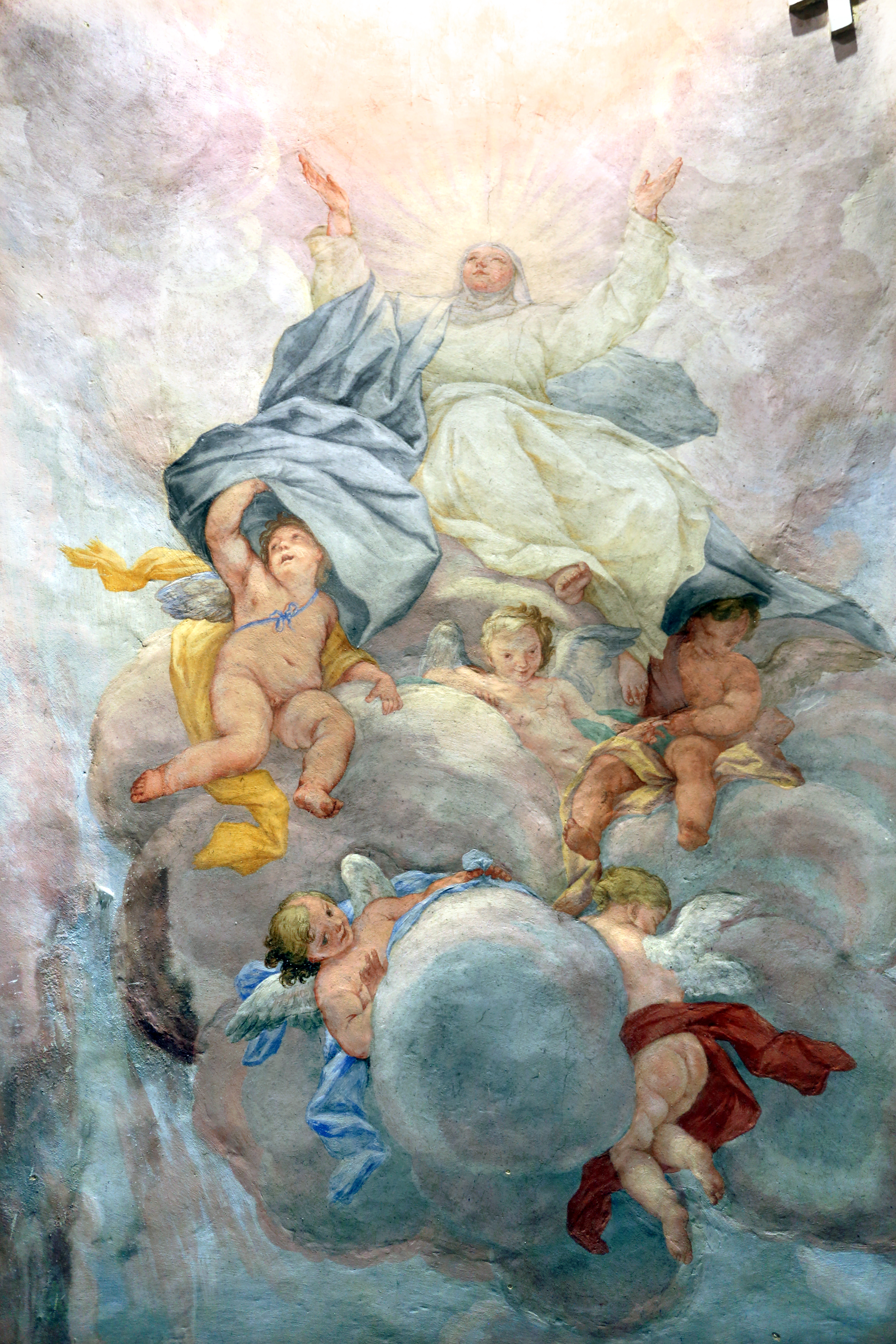
Фреска кельи Святой Агнесы. 1704. Церковь Сант-Аньезе, Монтепульчано. 1704
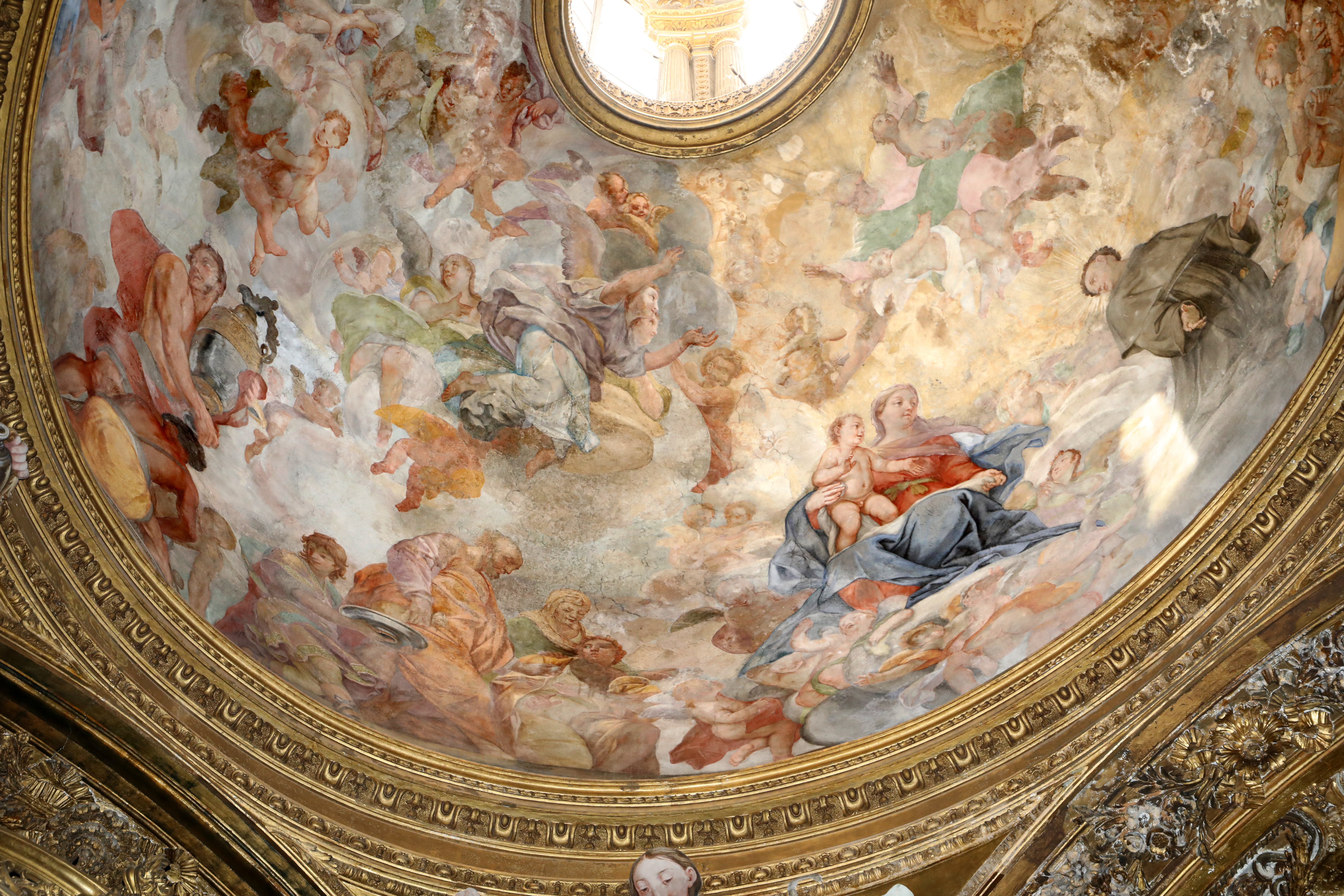
Слава Святого Антония Падуанского. 1723. Фреска. Базилика Двенадцати Святых Апостолов, Рим
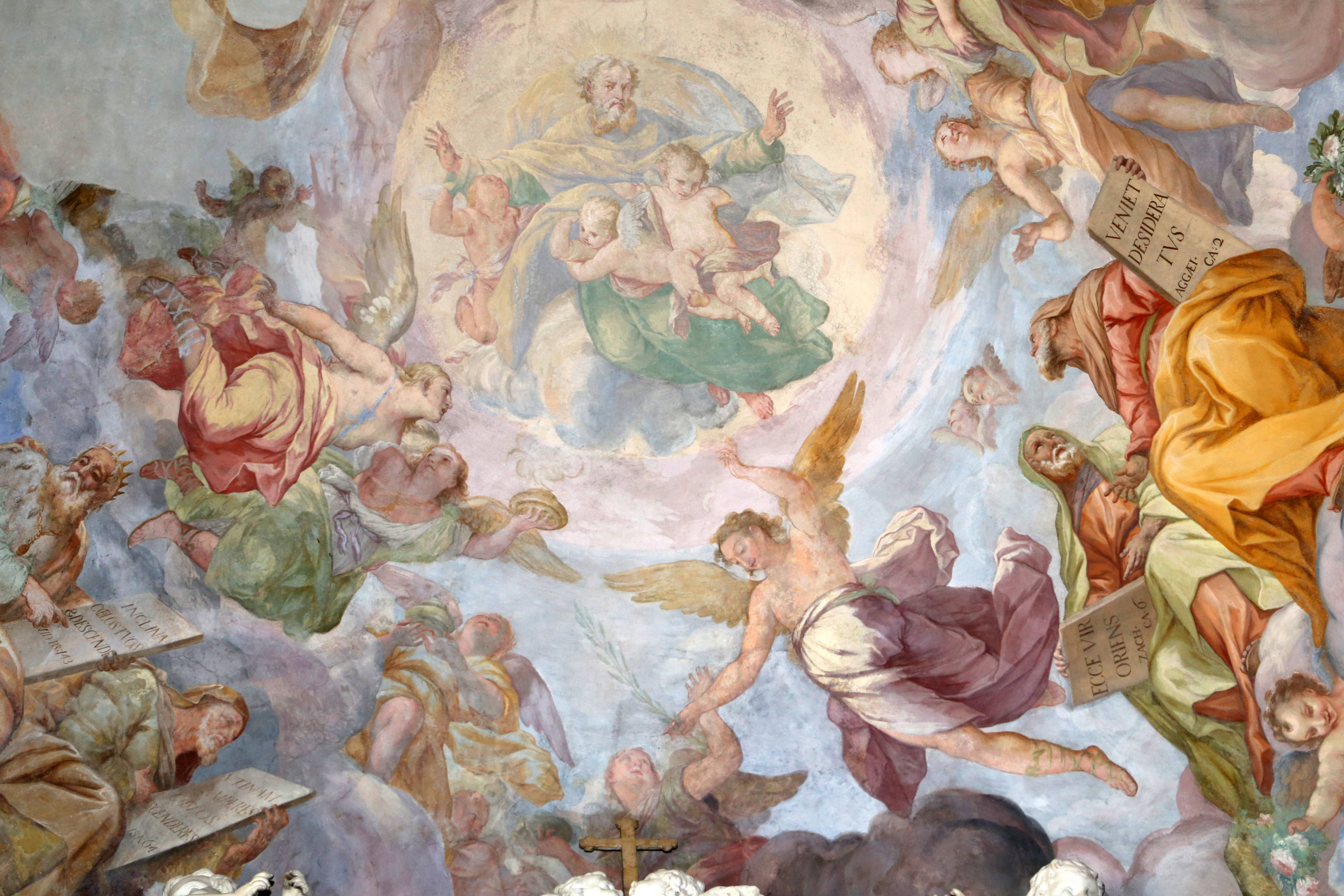
Бог-Отец, ангелы и святые. 1720. Церковь Сан-Доменико, Пистоя
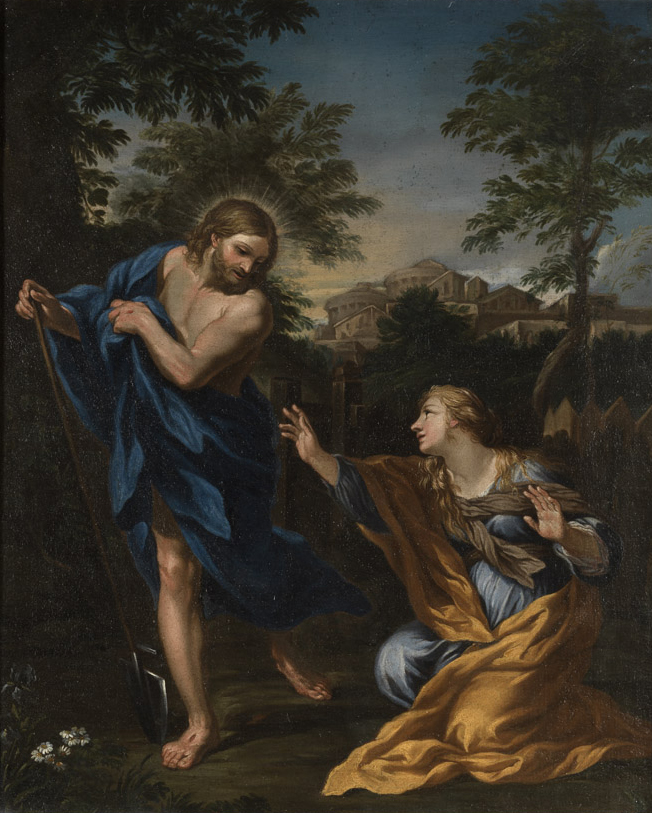
Noli me Tangere (Не прикасайся ко Мне). Частное собрание
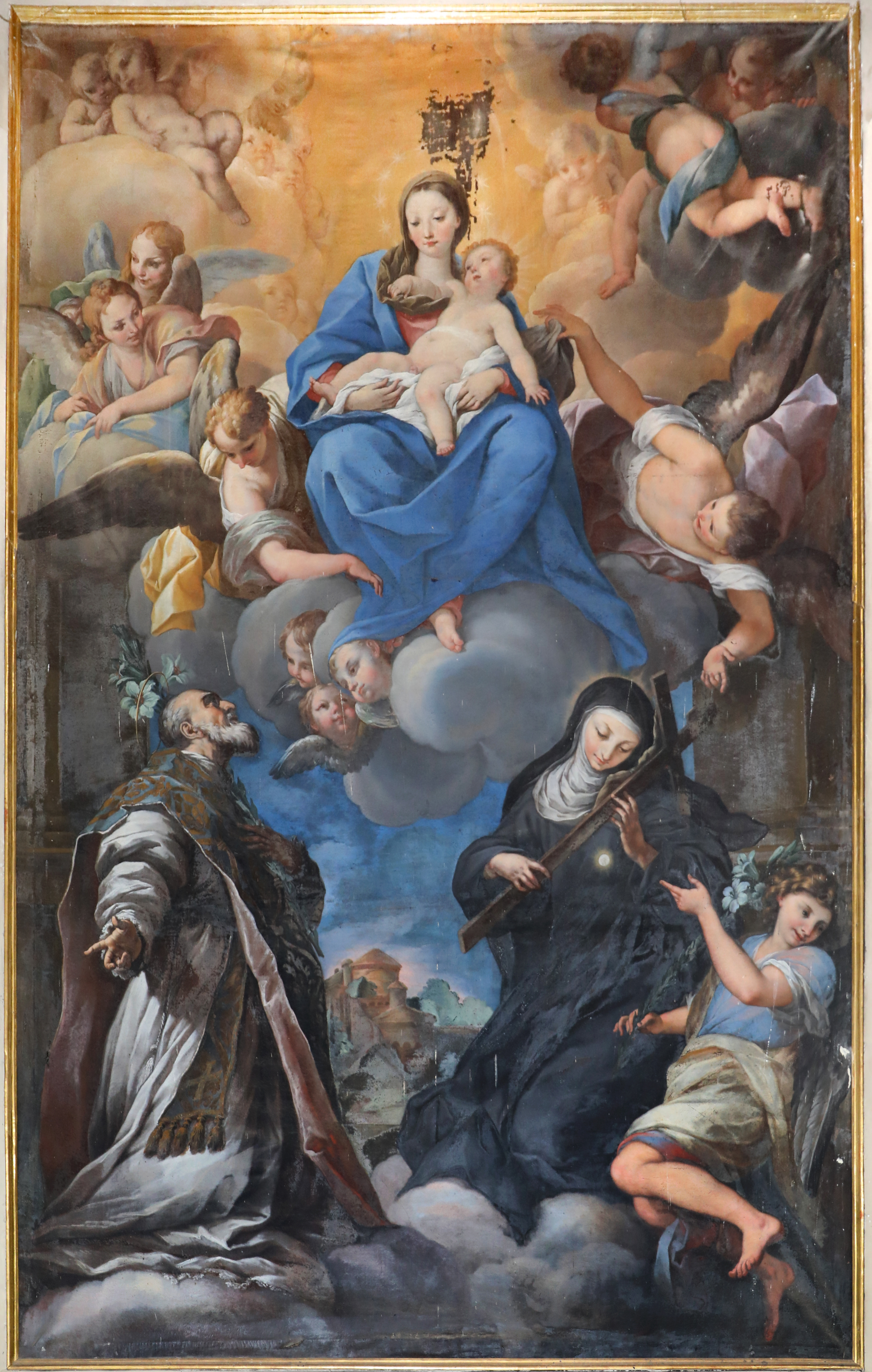
Явление Мадонны с Младенцем Святому Филиппу Нери и Святой Иулиане Фальконьери. Капелла Сан-Клементе, Базилика Санта-Мария-дей-Серви, Сиена
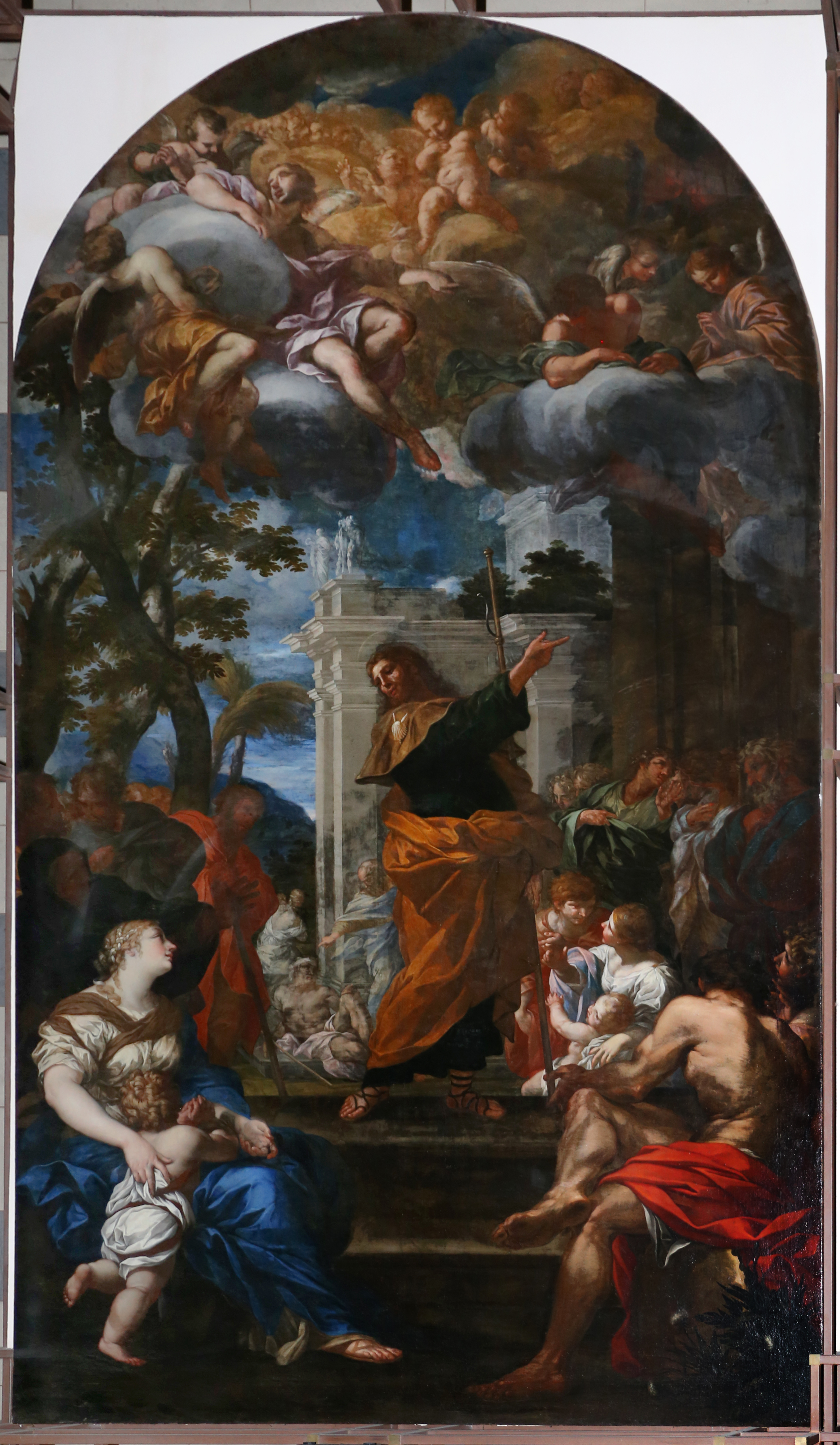
Проповедь Святого Иакова. Церковь Сан-Франческо, Сиена
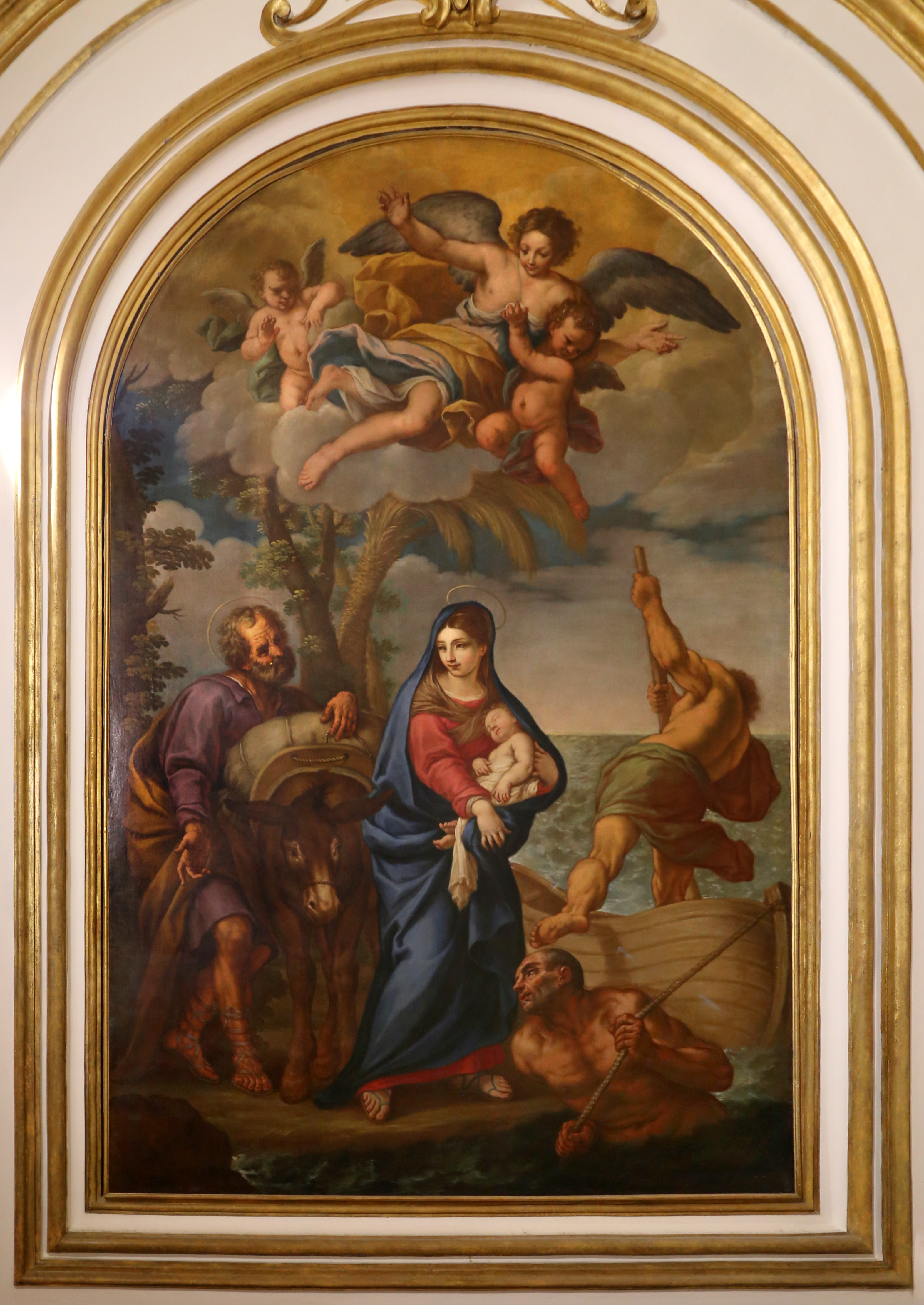
Бегство в Египет. Оспедале Санта-Мария-делла-Скала, Сиена